# Philander quica
El filandro gris de Brasil (Philander quica) es una especie de marsupial didelfimorfo de la familia Didelphidae que habita en el cuadrante suroriental de Brasil, Paraguay y norte de Argentina. Anteriormente era conocido por el nombre científico P. frenatus debido a un error en la localización donde fue recogido el holotipo. Una vez resuelta la equivocación, esta especie fue renombrada P. quica y el antiguo nombre P. frenatus considerado sinónimo de P. opossum.